# Valeriana ceratophylla
Valeriana ceratophylla är en kaprifolväxtart som beskrevs av Carl Sigismund Kunth. Valeriana ceratophylla ingår i släktet vänderötter, och familjen kaprifolväxter. Inga underarter finns listade i Catalogue of Life.